# Diamantindustri i Israel
Diamantindustrien i Israel er vigtig inden for produktion af slebne diamanter for grossister.

## Handelsinfrastruktur
Industrien i "diamantdistriktet" i Ramat Gan i Tel Aviv-distriktet. Komplekset består af fire forbundne bygninger. Alle operationen sker internt.. Diamond Tower i distriktet har verdens største diamanthandelsplads.

## Industriens principper
Den israelske diamantindustri garanterer, at alle diamanter er af 100 % naturlig oprindelse, og industrien deltager i Kimberly-processen for at sikre at bloddiamanter ikke når markedet.

## Historie
Siden det 15'ene århundrede, hvor den jødiske diamantsliber fra Antwerpen, Lodewyk van Berken, opfandt scaifen en roterende metalskive med fint diamantpulver til polering af diamanter, har diamantslibning været et traditionelt jødisk håndværk.
Den israelske diamantindustri begyndte i 1937 før Den israelske uafhængighedserklæring, da det første diamantsliberi åbnede i Petah Tiqwa. Efter at staten blev grundlagt, ændredes forbrugsøkonomien til krigsøkonomi. Det skete samtidigt med diamantkriserne, hvor mange krigshærgede økonomier kæmpede for at komme sig. Siden er diamantindustrien vokset.